# The Third - aoi hitomi no shōjo
The Third (ザ・サード, za sādo, Les Troisièmes) est une série de romans japonaises de Ryō Hoshino (星野 亮, Hoshino Ryō), illustrées par Nao Goto et parues entre 1999 et 2006. Elles ont été adaptées en un anime de 24 épisodes produit par Xebec et diffusé sur WOWOW du 13 avril au 13 octobre 2006, sous le titre The Third - aoi hitomi no shōjo (ザ・サード～蒼い瞳の少女～, za sādo ~aoi hitomi no shōjo~, Les Troisièmes -la jeune fille à l'œil azur-). Il est réalisé par Jun Kamiya, Shinichi Yamaoka au character design et Naohiro Washio au mecha design. Un manga, par Ryō Hoshino, est produit en parallèle des nouvelles, 2 volumes étant sorti. Il est prépublié dans Dragon Magazine Monthly.
La série a été licenciée en France chez anima en 2007 pour une durée de dix ans. Un coffret DVD contenant les douze premiers épisodes est édité juin 2008 en VOSTF.
L'opening, Sajō no Yume (rêves construits sur le sable), a été composé et arrangé par Megumi Ōhashi, les paroles de Yuho Iwasato étant chantées par Yūko Sasaki.
L'ending, ING du 1er au 12e épisode, puis Late Show à partir du 13e épisode, sont tous les deux chantés par Chō Hikō Shōnen.
On note un narrateur externe assez présent, commentant les sentiments, les perceptions du personnage principal.

## Histoire
Honoka est une jeune fille exerçant le métier de mercenaire. Contre une somme d'argent, elle se charge, aidé de son tank des sables, doté d'une intelligence artificielle nommée Bogie, de remplir les missions demandées par ses clients. Des missions morales uniquement. Vivant dans un monde où seul 20 % de la population a survécu à une Guerre mondiale, elle vit souvent à l'écart, dans le désert, bien que très connue et appréciée.
Là où les mecha et les canons semblent régner en maître, la quasi-légendaire Sword Dancer remplit ses missions par sa dextérité extrême au maniement de l'épée, avec laquelle elle tranche allègrement monstres des sables ou robots des Thirds. Ces derniers sont les gardiens du monde. Presque-humains dotés d'un troisième œil - le Tenchūgan (天宙眼, l'œil de l'espace des cieux), ils veillent à imposer une restriction stricte sur le niveau de technologie que peuvent posséder les humains. Et gare à ceux qui trichent, les robots de combat Blue breakers veillent.
C'est alors qu'arrive Iksu (littéralement x), un jeune homme blond qui semble intéresser les Third, et qui possède un étrange pouvoir de guérison...

## Personnage
- Honoka (火乃香?)
- Iksu (イクス, ikusu?)
- Bogie (ボギー, bogī?)
- Jyōganki (浄眼機?)
- Millie (ミリィ, milī?)
- Fila Marik (フィラ マリーク, fira marīku?)

## Épisodes
| N. | Titre français (litt.)                   | Titre japonais         | Titre rōmaji                   | Titre francophone officiel |
| -- | ---------------------------------------- | ---------------------- | ------------------------------ | -------------------------- |
| 1  | Sword Dancer                             | 「ソード・ダンサー」   | Sōdo dansā                     |                            |
| 2  | Une nuit mouvementée                     | 「慌しい一夜」         | Awatadashii ichiya             |                            |
| 3  | La ville du désert                       | 「砂漠の街」           | Sabaku no machi                |                            |
| 4  | Blue Breaker                             | 「蒼い殺戮者」         | Burū bureikā                   |                            |
| 5  | L'œil azur de l'espace celeste           | 「蒼い天宙眼」         | Aoi tenchūgan                  |                            |
| 6  | Le vent qui souffle vers la Terre        | 「大地に吹く風」       | Daichi ni fuku kaze            |                            |
| 7  | Jusqu'à l'aube                           | 「夜明けまで」         | Yoake made                     |                            |
| 8  | L'après-midi de l'Emporium               | 「エンポリウムの午後」 | Enporiumu no gogo              |                            |
| 9  | Paifū                                    | 「パイフウ」           | Paifū                          |                            |
| 10 | La pierre tombale du désert              | 「砂漠の墓碑」         | Sabaku no bohi                 |                            |
| 11 | Bataille avec une illusion               | 「幻影との戦い」       | Gen'eito no tatakai            |                            |
| 12 | Tous les prétextes                       | 「それぞれの理由」     | Sorezore no riyū               |                            |
| 13 | Légende du désert                        | 「砂漠の伝説」         | Sabaku no fōkuroa              |                            |
| 14 | Hallucination: une fée                   | 「妖精幻視」           | Yōsei genshi                   |                            |
| 15 | La nuit de la tempête de sable           | 「砂嵐の夜」           | Sunārashi no yoru              |                            |
| 16 | Vie de danses endiablées                 | 「乱舞する生命」       | Ranbu suru seimei              |                            |
| 17 | Rōna Fauna                               | 「ローナ・ファウナ」   | Rōna Fauna                     |                            |
| 18 | Invoquer                                 | 「発動」               | Hatsudō                        |                            |
| 19 | Tracer son chemin, envers et contre tout | 「強行突破」           | Kyōkōtoppa                     |                            |
| 20 | Passer de la vie à la mort               | 「死線を越えて」       | Shisen wo koete                |                            |
| 21 | Souhait non réalisé                      | 「届かぬ思い」         | Todokanu omoi                  |                            |
| 22 | Mirage d'un esprit du passé              | 「還らざる魂の蜃気楼」 | Kaerazaru tamashii no shinkirō |                            |
| 23 | En direction de la vallée d'acier        | 「鋼の谷へ」           | Hagane no tani e               |                            |
| 24 | L'histoire qui commence là               | 「これから始まる物語」 | Korekara hajimaru monogatari   |                            |

## Seiyū principaux
- Daisuke Namikawa : Iksu
- Megumi Toyoguchi : Honoka
- Rie Tanaka : Fila Marik
- Takehito Koyasu : Jyōganki
- Unshō Ishizuka : Bogie
- Yuji Ueda : Joey Toy
- Yuki Sakata : Millie